# Gottlieb Ringier

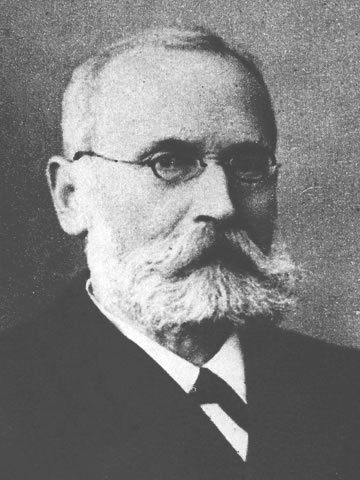
Gottlieb Ringier

Karl Albrecht Gottlieb Ringier (* 8. Dezember 1837 in Wasen im Emmental; † 7. Januar 1929 in Bern; heimatberechtigt in Zofingen) war ein Schweizer Politiker und Jurist. Von 1868 bis 1877 vertrat er den Kanton Aargau im Ständerat; von 1882 bis 1909 war er Schweizer Bundeskanzler.

## Biografie
Sein Vater Gottlieb Ringier war reformierter Pfarrer und betreute zum Zeitpunkt seiner Geburt die Pfarrei Sumiswald. Seine Mutter war Emma Strähl, Tochter des Anwalts Traugott Strähl. 1843 wurde er nach Huttwil berufen, wo der Sohn zur Schule ging. Daraufhin absolvierte Ringier die Kantonsschule in Aarau. Es folgte ein Rechtsstudium an den Universitäten Basel, München und Heidelberg. Nach dem Tod des Vaters im Jahr 1858 zog die Familie nach Zofingen, woraufhin er gezwungen war, aus finanziellen Gründen auf das angestrebte Doktorat zu verzichten.
Im Militär erreichte er 1875 im Generalstab den Rang des Oberleutnants, beendet aber im selben Jahr seine Dienstpflicht.
Ringier erhielt die Zulassung als Rechtsanwalt und eröffnete 1859 in Zofingen eine Kanzlei. 1863 ernannte ihn die Kantonsregierung zum Staatsanwalt, diese Tätigkeit übte er neun Jahre lang aus. Von 1862 bis 1864 und erneut von 1875 bis 1880 gehörte er dem Grossen Rat an. Dieser wählte ihn 1868 in den Ständerat, wo er als gemässigter Liberaler galt. 1875 war er Ständeratspräsident. Ab 1872 arbeitete Ringier in Aarau in der Kanzlei seines Schwiegervaters. 1877 zog er sich bei einem Feuerwehreinsatz eine derart schwere Lungenerkrankung zu, dass er für vier Jahre die Arbeit und alle politischen Ämter niederlegen musste. Während dieser Zeit machte er längere Kuraufenthalte in Ajaccio, Davos und auf der Rigi.
Nach seiner Genesung kandidierte Ringier 1881 für den freiwerdenden Posten des Bundeskanzlers. Die Bundesversammlung wählte ihn im vierten Wahlgang und gab ihm somit den Vorzug vor Johannes Stössel. Daraufhin leitete Ringier bis 1909 die Bundeskanzlei. Die Universität Basel verlieh ihm 1901 die Ehrendoktorwürde, von 1905 bis 1918 war er Präsident der Schweizerischen Schillerstiftung.
Sein Cousin Johann Rudolf Ringier war Nationalrat.